# My Favorite Things
My Favorite Things – siódmy studyjny album amerykańskiego jazzmana Johna Coltrane’a, wydany w marcu 1961 roku nakładem wytwórni Atlantic Records. Był to pierwszy album, na którym Coltrane grał na saksofonie sopranowym, oraz pierwszy album muzyka, który osiągnął komercyjny sukces dzięki singlowi „My Favorite Things”. W 1998 roku płyta została uhonorowana wyróżnieniem Grammy Hall of Fame.
My Favorite Things w 1973 roku uplasowało się na 38. pozycji notowania Top Jazz Albums. Do dzisiaj album uważany jest za jeden z najważniejszych albumów jazzowych w historii tego gatunku. 

## Tło powstania
W marcu 1960 roku, podczas trasy koncertowej po Europie, Miles Davis zakupił dla Coltrane’a saksofon sopranowy, który nie był używany w jazzie w tamtym okresie. Coltrane zaintrygowany możliwościami instrumentu zaczął grywać na nim w klubach. W przyszłości muzyk wielokrotnie wykorzystywał instrument w swoich albumach. Po opuszczeniu grupy Milesa, Coltrane powrócił do Stanów Zjednoczonych, gdzie latem 1960 dokonał rezerwacji w nowojorskim Jazz Gallery, gdzie zaczął formować swoją grupę John Coltrane Quartet. Jesienią tego samego roku został wybrany skład grupy: McCoy Tyner na fortepianie, Steve Davis na kontrabasie oraz Elvin Jones na perkusji. Sesja nagraniowa miała miejsce tydzień przed Halloween w Atlantic Studios.

## Muzyka
Wydany zaledwie miesiąc po albumie Coltrane Jazz i w przeciwieństwie do poprzednich dwóch albumów muzyka wydanych w Atlantic Records, My Favorite Things nie zawiera nowych kompozycji, a jedynie jazzowe interpretacje standardów popowych. Wydawnictwo było również pierwszym albumem Coltrane’a, w którym zmienił swój styl grania z bebopu na modalny jazz. Zmiany stylu były jednak już zauważalne na poprzednich albumach muzyka.

## Lista utworów
| Strona A | Strona A                   | Strona A                              | Strona A |
| Nr       | Tytuł utworu               | Kompozytor                            | Długość  |
| -------- | -------------------------- | ------------------------------------- | -------- |
| 1.       | „My Favorite Things”       | Oscar Hammerstein II, Richard Rodgers | 13:41    |
| 2.       | „Everytime We Say Goodbye” | Cole Porter                           | 5:39     |
|          |                            |                                       | 19:20    |

| Strona B | Strona B         | Strona B                                      | Strona B |
| Nr       | Tytuł utworu     | Kompozytor                                    | Długość  |
| -------- | ---------------- | --------------------------------------------- | -------- |
| 1.       | „Summertime”     | Ira Gershwin, George Gershwin, DuBose Heyward | 11:31    |
| 2.       | „But Not for Me” | Ira Gershwin, George Gershwin                 | 9:34     |
|          |                  |                                               | 21:05    |

| Dodatkowe utwory (reedycja z 1998 roku) | Dodatkowe utwory (reedycja z 1998 roku) | Dodatkowe utwory (reedycja z 1998 roku) | Dodatkowe utwory (reedycja z 1998 roku) |
| Nr                                      | Tytuł utworu                            | Muzyka                                  | Długość                                 |
| --------------------------------------- | --------------------------------------- | --------------------------------------- | --------------------------------------- |
| 1.                                      | „My Favorite Things, Part 1”            | Oscar Hammerstein II, Richard Rodgers   | 2:45                                    |
| 2.                                      | „My Favorite Things, Part 2”            | Oscar Hammerstein II, Richard Rodgers   | 3:02                                    |
|                                         |                                         |                                         | 5:47                                    |

## Twórcy
| Muzycy - John Coltrane - saksofon sopranowy i tenorowy - McCoy Tyner - pianino - Steve Davis - kontrabas - Elvin Jones - perkusja | Kwestie techniczne - Nesuhi Ertegün - producent - Tom Dowd, Phil Iehle - inżynier dźwięku - Lee Friedlander - fotografia - Loring Eutemey - projekt okładki - Bill Coss - wkładka do płyty - Bob Carlton, Patrick Milligan - nadzór (reedycja) - Bill Inglot, Dan Hersch - mastering - Rachel Gutek - projekt (reedycja) - Hugh Brown - kierownik artystyczny (reedycja) - Nat Hentoff - wkładka do płyty (reedycja) - Steven Chean - nadzór redakcyjny (reedycja) - Ted Myers, Elizabeth Pavone - koordynacja redakcji (reedycja) |